# Брюно, Александр Дмитриевич
Александр Дмитриевич Брюно (род. 26 июня 1940, Москва) — советский математик, доктор физико-математических наук, профессор; член Московского и Американского математических обществ, а также Академии нелинейных наук.

## Биография
Родился 26 июня 1940 года в Москве.
После обучения в 57-й и 59-й школах Москвы, в 1957—1962 годах учился на механико-математическом факультете в Московском государственном университете. В 1962—1965 годах — аспирант Института прикладной математики им. М. В. Келдыша Академии наук СССР, затем здесь же: младший научный сотрудник (с 1965 года), старший научный сотрудник (с 1971 года), ведущий научный сотрудник (с 1987 года). В 1966 году защитил кандидатскую диссертацию, в 1969 году — докторскую.
С 1995 года Александр Брюно — заведующий математическим отделом, а с 2007 года — заведующий сектором сингулярных задач ИПМ.
С 2007 года — профессор мехмата МГУ.

## Научные труды
Автор многих трудов, внес существенный вклад в теорию нормальных форм дифференциальных уравнений.
- Брюно А. Д. Локальный метод нелинейного анализа дифференциальных уравнений. — М.: Наука, 1979
- Брюно А. Д. Ограниченная задача трёх тел: плоские периодические орбиты. — М.: Наука, 1990
- Брюно А. Д. Степенная геометрия в алгебраических и дифференциальных уравнениях. — М.: Наука. Физматлит, 1998